# Influence-for-hire
influence-for-hireまたはcollective influenceとは、ソーシャルメディアプラットフォーム上での影響力の売買を中心に出現した経済を指す。

## 概要
influence-for-hire産業に従事する企業は、コンテンツ・ファームからハイエンドのパブリック・リレーションズまで多岐にわたる。従来、影響力操作は諜報機関のような公共部門の主体にほぼ限定されていたが、influence-for-hire産業では、操作を実施するグループは民間企業であり、主に考慮されるのは商業的な目的である。しかし、influence-for-hire産業の顧客の多くは、国家または仲介者を通じて活動している国家である。こうした企業は、デジタル労働力が比較的安価な国に所在することが多い。

## 歴史
2021年5月、Facebookはウクライナのinfluence-for-hireネットワークをオフラインにした。Facebookは、このネットワークが2020年のアメリカ合衆国大統領選挙に干渉したとして制裁を受けたアンドレイ・デルカッチを含むウクライナの政治家に関連する組織やコンサルタントによるものであることと判断した。
COVID-19パンデミックの間には、国家が支援する偽情報がinfluence-for-hireネットワークを通じて拡散された。
2021年8月にオーストラリア戦略政策研究所が発表した報告書は、influence-for-hireを利用してオーストラリアと台湾に対して行われたオンライン操作キャンペーンに、中国政府と中国共産党が関与していることを示している。